# Company Town
Pour plus de détails, voir Fiche technique et Distribution.
Company Town est un pilote pour une série télévisée américain, réalisé par Thomas Carter, qui n'a pas été retenu pour la saison 2006-2007 par le réseau CBS.

## Fiche technique
- Titre original : Company Town
- Réalisation : Thomas Carter[1]
- Scénario : Elwood Reid
- Costumes : Chrisi Karvonides-Dushenko
- Photographie : Patrick Cady
- Production : 
  - Production déléguée : Thomas Carter, Elwood Reid, Larry Sanitsky
  - Coproduction déléguée : Jack Clements
- Société(s) de production : Paramount Network Television Productions
- Société(s) de distribution : CBS
- Pays d'origine : États-Unis
- Année : 2006
- Langue originale : anglais
- Format : couleur
- Genre : drame
- Durée : 42 minutes
- Dates de sortie : 
  -  États-Unis : non-diffusé

## Distribution
- Catherine Bell : Maggie Shaunessy[2]
- Michael Michele : Bridget Wilson[3]
- Gary Cole : Martin Amberson[2]
- Esai Morales : Ray Dupre[4]
- Jennifer Lawrence : Caitlin
- Sherry Stringfield : Angie Amberson[3]
- Rachel Bridges : Suzie
- Xavier Brookes : Justin Wilson
- Rocky Capella : Jack
- Ian Anthony Dale :
- Kelley Daugherty : Gina Press Photographer
- Charlie Ray : Amanda Shaunessy
- Bonnie Root : Agent Shauna Ashfield
- Haaz Sleiman : Abby Faisal
- Michele Chele Stanton : Claire Stanton
- John H. Tobin : Dad
- Blair Underwood : Tom Wilson[5]
- Ilia Volok (en) : Yuri
- Emilee Wallace : Ronni Amberson
- Dreya Weber : Jane Peroux